# Chloridolum cyaneonotatum
Chloridolum cyaneonotatum är en skalbaggsart som beskrevs av Maurice Pic 1925. Chloridolum cyaneonotatum ingår i släktet Chloridolum och familjen långhorningar. Inga underarter finns listade i Catalogue of Life.